# Fußgängerbrücke am Torhausplatz
Die Fußgängerbrücke am Torhausplatz in Kelheim in Niederbayern überspannt den Main-Donau-Kanal.
Es handelt sich um die erste gekrümmte Brücke mit einseitigem Seiltragwerk. Der Entwurf erhielt beim Ingenieurbau-Preis 1988 eine Auszeichnung.

## Geschichte
Das Vorgängerbauwerk, die Altmühltorbrücke, musste dem Ausbau der Altmühl zum Main-Donau-Kanal weichen. In den Jahren 1986 bis 1988 wurde hier die Fußgängerbrücke errichtet. Sie war die erste einseitig abgehängte Brücke mit gekrümmten Brückenträger.

## Konstruktion
Etwa dreißig Meter lange geradlinige Rampen mit jeweils einer Stütze entlang des Kanalufers in westlicher Richtung schaffen ausreichende Anfangshöhe und sind mit einem im Grundriss um 180 Grad gekrümmten Balken verbunden, der innen einseitig an einem Seiltragwerk hängt, dessen Tragseil an zwei geneigten Pylonen umgelenkt wird und in Widerlagern an den Rampen verankert ist.
Bei einer Spannweite von 61,84 Metern liegt die Durchfahrtshöhe für die Schifffahrt bei 6,85 Metern.

### Gehwegplatte
Die Konstruktionsmaße des durchgängigen Spannbeton-Balkens auf Rampen und Bogen sind 4,18 Meter in der Breite und ein Meter Höhe. Der Verlauf der Krümmung dieses so genannten „Kreisringträgers“ entspricht näherungsweise einer halben Ellipse, mit einem Krümmungsradius am Übergang zu den Rampen von 18,89 m und maximal 37,79 Meter in Brückenmitte. Am Innenrand des Balkens befindet sich ein etwa 0,5 Meter breiter Bereich, an dem die 38 Hänger befestigt sind. Oben im Träger liegen 22 Litzenspannglieder. Die Nutzbreite des Gehwegs mit Gussasphaltbelag ist 3,30 Meter.

### Seiltragwerk
Das Tragseil aus Stahl hat einen Durchmesser von 90 Millimetern und ist in Widerlagern unter den Rampen verankert. Zwei 18 Meter hohe, geneigte Stahlrohrmasten lenken das Tragseil über die Brückenkrümmung. Sie haben einen Durchmesser von 660 Millimetern und werden von jeweils zwei 117 Millimeter starken Abspannseilen aus Stahl gehalten. Am Tragseil sind die Hänger aus 30 Millimeter starken Stahlstäben im Abstand von jeweils etwa 2,3 Metern befestigt.

## Bauausführung
Der Bau der Brücke erfolgte vor Fertigstellung des Kanals. Es war deshalb möglich die Gehwegplatte auf einem Gerüst zu erstellen.